# Кимовская улица (Екатеринбург)
Ки́мовская у́лица (до 1937 года — Комсомо́льская) находится в жилом районе (микрорайоне) «Вокзальный» Железнодорожного административного района Екатеринбурга. Названа в честь Коммунистического интернационала молодёжи.

## История и достопримечательности
Застройка улицы впервые фиксируется на генеральном плане Свердловска 1929 года и не показана на более ранних планах. Она появилась одновременно с возникшим здесь в 1920-х — 1930-х годах годах Октябрьским посёлком для служащих Пермской железной дороги.

## Расположение и благоустройство
Улица начинается от улицы Гражданской (прямого соединения не имеет) и уходит на запад, в сторону улицы Машинистов. В начале улицы вправо ведёт мост на улицу Некрасова. Севернее примыкает мост, соединяющий с улицей Стрелочников.
К улице слева примыкает улица Среднеуральская, других примыканий улиц нет. Нумерация домов начинается от улицы Гражданской.

## Транспорт
Движение транспорта по улице не осуществляется, ближайшая остановка «Стрелочников».